# Коимбатур
Коимбату́р (тж. рус. Коямпутту́р, там. கோயம்புத்தூர், англ. Coimbatore) — город на юге Индии, в штате Тамилнад, административный центр одноимённого округа. Второй по численности населения город штата Тамилнад и 16-я агломерация Индии. Это один из наиболее быстро развивающихся городов второго эшелона Индии и важный центр текстильного производства, промышленности, торговли, информационных технологий, образования и здравоохранения штата Тамилнад. Город был столицей государства Конгу Наду, и его часто называют Манчестером Южной Индии. Город расположен на берегах реки Нойял и окружён отрогами Западных Гат.

## История
Район Коимбатура в сангамский период управлялся правителями из династии Чера и служили восточным входом в Палаккадский проход, основной торговый путь между западным побережьем и Тамилнадом. Племя коссар упоминается в тамильском эпосе Силаппатхикарам II века н. э. и других памятниках сангамской литературы как связанное с районом Коимбатура (государство Конгу Наду). В окрестностях Коимбатура найдено значительное число римских монет и других артефактов, что подтверждает связи региона с Древним Римом. Район Коимбатура находился в середине римского торгового пути из Музириса в Арикамеду. В X веке средневековое государство Чола завоевало Конгу Наду. В XV веке большая часть современного штата Тамилнад перешла под контроль Виджаянагарской империи. Виджаянагарская империя привлекала в регион переселенцев из Андхра-Прадеша и Карнатаки. После падения в XVII веке Виджаянагарской империи династия Мадурай Наяков основала в регионе независимое царство. Наяки внедрили систему управления палаяккар, разделив Конгу Наду на 24 палаяма.
Во второй половине XVIII века район Коимбатура перешёл под управление княжества Майсур. В 1799 году в результате Англо-Майсурской войны Коимбатур был аннексирован Британской Ост-Индской компанией и присоединён к Мадрасскому президентству. Регион имел важное стратегическое значение во время Второй Полигарской войны (1801). В 1865 году Коимбатур стал административным центром нового округа Коимбатур и в 1866 году получил статус муниципалитета. Индустриализация региона началась в 1888 году и продолжилась в XX веке. Регион сильно пострадал во время Великого голода 1876-1878 годов, в результате которого погибло около 200 000 человек. Во время землетрясения 8 февраля 1900 года в Коимбатуре пострадало множество зданий. В первой трети XX века в Коимбатуре приблизительно 20 000 человек погибло вследствие чумы, вызванной в том числе недостатком питьевой воды. В 1920-е и 1930-е годы город пережил текстильный бум, длившийся вплоть до начала упадка хлопчатобумажной промышленности в Мумбаи. В 1981 году Коимбатур получил статус муниципальной корпорации.

## Физико-географическая характеристика
Коимбатур расположен на западе Тамилнада, вблизи границы со штатом Керала. Город окружён Западными Гатами с севера и запада, к северу от города также находится биосферный заповедник Нилгири. Река Ноиял протекает через южную часть города, кроме того, на территории города находятся несколько озёр. Средняя высота города над уровнем моря: 411 м.

### Климат
Коимбатур имеет приятный, целебный климат. Близость города к поросшим лесом горным хребтам Западных Гат и прохладный ветерок, дующий через Палаккадский проход, делают даже жаркую погоду приятной. Климат города характеризуется как тропическим климатом с сухим и дождливым сезонами, так и сезоном дождей, длящимся с октября по декабрь. Средние месячные температуры меняются от 24 до 30°С. Среднегодовой уровень осадков составляет около 700 мм, из них 47 % приходится на северо-восточные муссоны (октябрь — ноябрь), 28 % — на юго-западные муссоны.
Самая высокая когда-либо зафиксированная температура: 41°С, самая низкая: 12°С.
| Показатель                                 | Янв. | Фев. | Март | Апр. | Май | Июнь | Июль | Авг. | Сен. | Окт. | Нояб. | Дек. | Год  |
| ------------------------------------------ | ---- | ---- | ---- | ---- | --- | ---- | ---- | ---- | ---- | ---- | ----- | ---- | ---- |
| Абсолютный максимум, °C                    | 33   | 37   | 39   | 40   | 41  | 38   | 37   | 38   | 37   | 37   | 33    | 33   | 41   |
| Средний суточный максимум, °C              | 30   | 32   | 35   | 35   | 34  | 31   | 30   | 31   | 32   | 31   | 29    | 29   | 31,6 |
| Средний суточный минимум, °C               | 19   | 19   | 21   | 23   | 23  | 22   | 22   | 22   | 22   | 22   | 21    | 19   | 21,3 |
| Абсолютный минимум, °C                     | 15   | 15   | 17   | 20   | 20  | 20   | 20   | 21   | 20   | 16   | 15    | 12   | 12   |
| Норма осадков, мм                          | 14   | 12   | 19   | 53   | 76  | 38   | 57   | 42   | 56   | 153  | 123   | 50   | 693  |
| Источник: Indian Meteorological Department |      |      |      |      |     |      |      |      |      |      |       |      |      |

## Население
По данным переписи 2001 года население города составляет 930 882 человека, в агломерации: 1 461 139 человек. Доля мужчин: 52 %, женщин: 48 %. Уровень грамотности составляет 78 % (81 % для мужчин и 74 % для женщин). Доля детей до 6 лет: 11 %. Плотность населения Коимбатура: около 9500 чел/км². Основной язык населения — конгу тамил (диалект тамильского).
Динамика численности населения:
- 1951: 198 000 чел.
- 1961: 286 000 чел.
- 1971: 356 000 чел.
- 1981: 704 000 чел.
- 1991: 816 321 чел.
- 2001: 930 882 чел.

## Известные уроженцы, жители
Ковалечжи Чирампатхур Шанкаран Паникер (малаял. കെ.സി.എസ്. പണിക്കർ, 30 мая 1911 — 16 января 1977) — индийский художник-абстракционист.

## Экономика
Основа экономики города — текстильная промышленность и машиностроение. В Индии Коимбатур называют «городом хлопка» или «индийским Манчестером». Один из ведущих мировых центров по производству трикотажа. Предприятия металлообработки и ювелирной промышленности. ГЭС Пайкара. Промышленность города продолжает динамично развиваться; Коимбатур входит в десятку наиболее привлекательных для иностранных инвесторов городов Индии.

## Транспорт
Международный аэропорт Коимбатур расположен примерно в 17 км от центра города, в районе Пиламеду. Принимает местные рейсы в большинство крупных городов Индии, международные рейсы включают Сингапур, Шарджу и др.
Через город проходит хайвэй № 47: Салем — Коимбатур — Кочин — Тривандрум — Канякумари;
- № 67: Нагапаттинам — Коимбатур — Гудалур;
- № 209: Диндуккал — Коимбатур — Бангалор.

## Образование
Коимбатур — один из главных университетских центров Южной Индии. Старейший ВУЗ города — аграрный университет Тамилнада — основан в 1868 году. Широко известен в Индии и Коямпуттурский технологический институт.

## Достопримечательности
Из достопримечательностей можно отметить: индуистский храм Перур, водопады Ковай Кутралам (37 км от города), биосферный заповедник Анамалай (90 км от города).